# 鬥陣特攻
《鬥陣特攻》，也常简称为守望、OW，是一款由暴雪娱乐开发并发行的多人第一人称射击游戏，于2016年5月24日在Microsoft Windows、PlayStation 4和Xbox One平台发行，后于2019年10月15日在任天堂Switch平台发行。本作于2022年10月3日停止运营，并被10月4日正式发行的鬥陣特攻2取代。
《守望先锋》把玩家分为两支队伍，每队1-6人。不同模式有不同的队伍人数。玩家可从几个预定英雄人物中选择，每个英雄有自己独特属性和技能；这些英雄分为三类：输出型、重装型和支援型。队员合力保护并捍卫地图上的控制点，或在有限时间内护送载具到达指定地点。
《守望先锋》于2014年暴雪嘉年华首次亮相，并在2015年末至2016年初封闭测试。2016年5月的公测吸引了超过970万玩家。游戏发行时还用短动画视频宣传，动画介绍了游戏的故事和每个人物。根据评分汇总网站Metacritic的统计，游戏获得普遍好评，评论者称赞游戏易上手和乐趣。2016年5月游戏发售后，兩周内正式版即達到了700萬個玩家數。

## 游戏玩法
《守望先锋》是一个以6v6为主，辅以3v3、1v1等模式的游戏。不同模式有不同的队伍人数。如MOBA游戏一样，玩家可以从高達32个角色中选择1个，每个角色都有自己技能和风格。目前已公布了7种游戏模式：

### 游戏模式

#### 常规模式
该模式下，玩家可以选择“快速游戏”或“竞技比赛”的方式进行游戏，同队玩家不可选择同一名英雄。
- （Escort）：一方必须在限定时间内将指定目標运送至指定地点，而另一方必须阻止他们。
- （Control）：雙方必須搶奪指定目標的控制權，先取二勝的團隊獲勝。
- （Assault）：一方必须占领地图上被另一方保护的目标。[2][3]
- 攻击/护送运载目标（Hybrid）：一方必须占领地图上被另一方保护的目标，然后在限定时间内将指定目標运送至指定地点。

#### 非常规模式
該類遊戲模式一般僅存在於「街机先锋」模塊，但也可在「自定义模式」下由玩家自行设置，
- 决斗先锋（Elimination）：包含1v1、3v3及6v6三種模式。雙方需要在開戰後沒有醫療包和重生點的小型地圖進行決鬥，直至有一方全部陣亡或在加時狀態佔領目標。1v1模式下先得五分者勝出，3v3及6v6模式下先得三分者勝出。
- 死鬥（Deathmatch）：包含 1v7、以及团队死鬥4v4兩種模式。1v7模式下，玩家間彼此廝殺，擊殺一人得一分，掉出地圖扣一分，被地形擊殺扣一分，率先積滿30分者勝出。团队死斗的4v4模式下，兩隊進行廝殺，擊殺一名敵方成員得一分，己方成員掉出地圖扣一分，率先積滿30分的隊伍勝出。被擊殺的玩家會在10秒後於地圖隨機處復活，或点击空格立即复活。
- :玩家将使用由系统选定英雄进行对决，率先得到5分的玩家获胜，击杀或对方自杀得一分，在限定时间内没有击杀对方后，会出现目标点，占领目标点即可获胜。
- :玩家将从由系统选定的三位英雄中挑选一位进行对决，率先得到5分的玩家获胜，击杀或对方自杀得一分，在限定时间内没有击杀对方后，会出现目标点，占领目标点即可获胜
- :每队六名玩家，玩家所选的英雄的血量将会增加，技能的冷却时间将会缩短，终极技能充能速度将会增快，占领目标点，推动运载目标到达目标点即可获胜，反之战败。

- 其它特殊模式:当公布了新的英雄或地图时，会为该英雄或地图单独设计一个模式，比如"零重力模式"，是为配合“地平线 月球基地”而发布的限定模式。或根据节日发布限定模式，节日限定模式只有再次过节才能发布，如春节限定活动"勇夺锦旗"(Capture the Flag)。

街机模式会随着时间而轮换
多数节日限定模式不可在自定义模式中设置

自定义模式
该模式下，玩家可以自定义游戏的各种参数，如重力，子弹飞行时间，英雄血量等，可以用于自制新的游戏玩法，或直接套用预设模式。
- 地图工坊 2019年4月25日正式上线，可借用该工具进一步定制游戏内的各种参数，以及控制 HUD 显示，添加响应事件等。

### 地圖
游戏的地图灵感来源于现实世界。已经公布的地图分别来源于英国、中國大陸、日本和埃及等。
| 地图                                      | 位置     |                         | 勇夺锦旗 | 决斗先锋 |      |      | 其他模式   |
| ----------------------------------------- | -------- | ----------------------- | -------- | -------- | ---- | ---- | ---------- |
| 66号公路 (Route 66)                       | 美国     | 启用：                  | 禁用     | 禁用     | 禁用 | 禁用 |            |
| 多拉多 (Dorado)                           | 墨西哥   | 启用：                  | 禁用     | 禁用     | 启用 | 启用 |            |
| 监测站：直布罗陀 (Watchpoint: Gibraltar)        | 直布罗陀 | 启用：                  | 禁用     | 禁用     | 禁用 | 禁用 |            |
| 渣客镇 (Junker Town)                      |          | 启用：                  | 禁用     | 禁用     | 禁用 | 禁用 |            |
| 里阿尔托（Rialto）                        | 義大利   | 启用：                  | 禁用     | 禁用     | 禁用 | 禁用 | 威尼斯行动 |
| 哈瓦那（Havana）                          | 古巴     | 启用：                  | 禁用     | 禁用     | 禁用 | 禁用 |            |
| 漓江塔 (Lijiang Tower)                    | 中國     | 启用：                  | 启用     | 禁用     | 禁用 | 禁用 |            |
| 绿洲城 (Oasis)                            | 伊拉克   | 启用：                  | 启用     | 禁用     | 禁用 | 禁用 |            |
| 尼泊尔 (Nepal)                            | 尼泊尔   | 启用：                  | 启用     | 禁用     | 禁用 | 禁用 |            |
| 伊利奥斯 (Ilios)                          | 希腊     | 启用：                  | 启用     | 禁用     | 禁用 | 禁用 |            |
| 釜山 (Busan)                              |          | 启用：                  | 禁用     | 禁用     | 禁用 | 禁用 |            |
| 阿努比斯神殿 (Temple of Anubis)               | 埃及     | 启用：                  | 禁用     | 禁用     | 禁用 | 禁用 |            |
| “地平线”月球基地 (Horizon Lunar Colony)   | 月球     | 启用：                  | 禁用     | 禁用     | 禁用 | 禁用 |            |
| 沃斯卡娅工业区 (Volskaya Industries)            | 俄羅斯   | 启用：                  | 禁用     | 禁用     | 禁用 | 禁用 |            |
| 花村 (Hanamura)                           | 日本     | 启用：                  | 禁用     | 禁用     | 禁用 | 禁用 |            |
| 巴黎 (Paris)                              | 法國     | 啟用：                  | 禁用     | 禁用     | 禁用 | 禁用 |            |
| 艾兴瓦尔德 (Eichenwalde)                  | 德国     | 启用：攻击/护送运载目标 | 禁用     | 禁用     | 启用 | 启用 | 怪鼠复仇   |
| 暴雪世界 (Blizzardworld)                  | 美国     | 启用：攻击/护送运载目标 | 禁用     | 禁用     | 禁用 | 禁用 |            |
| 国王大道 (King's Row)                     | 英国     | 启用：攻击/护送运载目标 | 禁用     | 禁用     | 启用 | 启用 |            |
| 努巴尼 (Numbani)                          | 努巴尼   | 启用：攻击/护送运载目标 | 禁用     | 禁用     | 禁用 | 禁用 |            |
| 好萊塢 (Hollywood)                        | 美国     | 启用：攻击/护送运载目标 | 禁用     | 禁用     | 启用 | 启用 |            |
| 阿育陀耶 (Ayutthaya)                      | 泰國     | 禁用                    | 启用     | 禁用     | 禁用 | 禁用 |            |
| 吉拉德堡 (Château Guillard)               | 法國     | 禁用                    | 禁用     | 禁用     | 启用 | 启用 |            |
| 佩特拉 (Petra)                            | 约旦     | 禁用                    | 禁用     | 禁用     | 启用 | 启用 |            |
| 铁坂 (Kanezaka)                           | 日本     | 禁用                    | 禁用     | 禁用     | 启用 | 启用 |            |
| 城堡 (Castillo)                           | 墨西哥   | 禁用                    | 禁用     | 启用     | 禁用 | 启用 |            |
| 黑森林 (Black Forest)                     | 德国     | 禁用                    | 禁用     | 启用     | 禁用 | 启用 |            |
| 墓园 (Necropollice)                       | 埃及     | 禁用                    | 禁用     | 禁用     | 禁用 | 启用 |            |
| 生态监测站：南极洲 (Ecopoint: Antarctica) | 南极     | 禁用                    | 禁用     | 启用     | 禁用 | 启用 |            |
|弗格体育场 (Estadio das Ras)                         | 巴西     | 禁用                    | 禁用     | 禁用     | 禁用 | 禁用 | 动感斗球   |
| 悉尼海港竞技场 (Sydney Harbour Arena)     |          | 禁用                    | 禁用     | 禁用     | 禁用 | 禁用 | 动感斗球   |
| 釜山体育场 (Busan Stadium)                |          | 禁用                    | 禁用     | 禁用     | 禁用 | 禁用 | 动感斗球   |
| 斗兽场 (Colosseo)                         | 義大利   | 启用：机动推进          | 禁用     | 禁用     | 禁用 | 禁用 |            |
| 埃斯佩兰萨 (Esperança)                    | 葡萄牙   | 启用：机动推进          | 禁用     | 禁用     | 禁用 | 禁用 |            |
| 新皇后街 (New Queen Street)               | 加拿大   | 启用：机动推进          | 禁用     | 禁用     | 禁用 | 禁用 |            |
| 新渣客城 (New Junk City)                  |          | 启用：闪电作战          | 禁用     | 禁用     | 禁用 | 禁用 |            |
| 苏拉瓦萨 (Suravasa)                       | 印度     | 启用：闪点作战          | 禁用     | 禁用     | 禁用 | 禁用 |            |
| 南极半岛 (Antarctic Peninsula)            | 南极     | 启用：占领要点          | 禁用     | 禁用     | 禁用 | 禁用 |            |

### 角色
遊戲的首發可操控英雄角色共有21名，之後陸續新增角色，至2020年3月為止，可操控的英雄角色達32名。常規模式下，玩家所操控的英雄陣亡後會回到重生點，重生點可重新選擇其他英雄並繼續作戰。英雄可分為三類，分別是負責製造主要傷害的「輸出型」，生命值較高且能掩護隊友的「重装型」，以及擅長恢復及補助隊友的「支援型」。
| 英雄                   | 行动基地                              | 隶属                                                | 类型 |
| ---------------------- | ------------------------------------- | --------------------------------------------------- | ---- |
| D.VA                   | 釜山                                  | 韩国陆军特别机动部队                                | 重装 |
| 半藏 (Hanzo)           | 日本花村（前）                        | 島田組                                              | 输出 |
| 卢西奥 (Lúcio)         | 巴西里约热内卢                        | 无                                                  | 支援 |
| 堡垒 (Bastion)         | 不明                                  | 无                                                  | 输出 |
| 士兵：76 (Soldier: 76) | 不明                                  | 捍衛者（前）                                        | 输出 |
| 天使 (Mercy)           | 瑞士苏黎世                            | 捍衛者（前）                                        | 支援 |
| 奥丽莎 (Orisa)         | 努巴尼                                | 无                                                  | 重装 |
| 安娜 (Ana)             | 埃及开罗                              | 捍衛者（前）                                        | 支援 |
| 布丽吉塔 (Brigitte)    | 瑞典哥德堡（前）                      | 捍衛者                                              | 支援 |
| 托比昂 (Torbjörn)      | 瑞典哥德堡                            | 捍衛者（前）                                        | 输出 |
| 末日铁拳 (Doomfist)    | 奈及利亞奥约                          | 黑爪                                                | 输出 |
| 查莉娅 (Zarya)         | 俄羅斯克拉斯诺亚尔斯克前线            | 俄罗斯防御部队                                      | 重装 |
| 死神 (Reaper)          | 不明                                  | 捍衛者-暗影守望（前） 黑爪                          | 输出 |
| 法老之鹰 (Pharah)      | 埃及吉萨                              | 海力士国际安保公司                                  | 输出 |
| 温斯顿 (Winston)       | “地平线”月球基地（前） ：直布罗陀     | 捍衛者（前）                                        | 重装 |
| 源氏 (Genji)           | 尼泊尔香巴里寺庙                      | 島田組（前） 香巴里寺庙（前） 捍衛者-暗影守望（前） | 输出 |
| 狂鼠 (Junkrat)         | 渣客镇（前）                          | （前）                                              | 输出 |
| 猎空 (Tracer)          | 英国伦敦                              | 捍衛者（前）                                        | 输出 |
| 破坏球 (Wrecking Ball) | “地平线”月球基地（前） · 渣客镇（前） | 无                                                  | 重装 |
| 禅雅塔 (Zenyatta)      | 尼泊尔香巴里寺庙（前）                | 香巴里僧人（前）                                    | 支援 |
| 秩序之光 (Symmetra)    | 印度乌托邦                            | 费斯卡集团                                          | 输出 |
| (Mei)                  | 南极监测站（前） · 中國西安           | 捍衛者（前）                                        | 输出 |
| 艾什 (Ashe)            | 美国亚利桑那州死局峡谷                | 死局帮                                              | 输出 |
| 莫伊拉 (Moira)         | 愛爾蘭都柏林 · 伊拉克绿洲城           | 捍衛者-暗影守望（前） 黑爪                          | 支援 |
| 莱因哈特 (Reinhardt)   | 德国斯图加特                          | 捍衛者（前）                                        | 重装 |
| 路霸 (Roadhog)         | 渣客镇（前）                          | （前）                                              | 重装 |
| 卡西迪 (Cassidy)       | 美国新墨西哥州圣菲                    | 死局帮（前） 捍衛者-暗影守望（前）                  | 输出 |
| 黑影 (Sombra)          | 墨西哥多拉多                          | 骷髅帮（前） 黑爪                                   | 输出 |
| 奪命女 (Widowmaker)    | 法國安纳西                            | 黑爪                                                | 输出 |
| 巴蒂斯特 (Baptiste)    | 海地托尔图加岛（前）                  | 加勒比联盟 （前） 黑爪（前）                        | 支援 |
| 西格玛 (Sigma)         | 荷蘭海牙（前）                        | 黑爪                                                | 重装 |
| 迴音 (Echo)            | 瑞士（前）                            | 捍衛者（前）                                        | 输出 |

## 剧情
《守望先锋》动画短片和暴雪公布的其他信息共同描绘了游戏的背景故事。
《守望先锋》设定于“智械危机”结束30年后，其背景故事跨越未来地球60年。在智械危机之前，人类一直处于科技高度发达的黄金时代。人类开发了具有人工智能的机器人，它们在自动化的“智械中枢”中生产并在全球投入使用。后来，智械中枢开始生产一系列敌对的机器人，它们转而攻击人类。联合国迅速组建了国际特遣部队“守望先锋”，致力于消除智械威胁并恢复秩序。
两名退伍军人杰克·莫里森和加布里尔·雷耶斯负责管理“守望先锋”。尽管“守望先锋”成功地镇压了机器人起义，并将一批优秀的人才带到了科技前沿，指挥官莫里森和雷耶斯的关系却发生裂痕，后者成立了守望先锋秘密行动部门“暗影守望”。“守望先锋”维护了世界几十年的和平，这一时期称为“守望先锋时代”，但莫里森与雷耶斯之间的分歧却逐渐加剧。“守望先锋”多次受到有不法行为的指控，舆论对此一片哗然，促使联合国开启调查。在此期间，一场爆炸摧毁了“守望先锋”位于瑞士的总部，莫里森和雷耶斯被官方宣布死亡。联合国通过佩特拉法案，解散了“守望先锋”，并禁止任何守望先锋类型的活动。
《守望先锋》的故事发生于佩特拉法案生效多年后。没有了“守望先锋”，大集团开始控制政府，战争一触即发。俄罗斯出现了第二次智械危机的迹象。“守望先锋”前成员决定改革组织，在佩特拉法案的压力下，招募老成员，并在战斗中获得新成员。

## 开发与运营

### 游戏特性
暴雪创始人迈克尔·莫懷米表示，《守望先锋》试图做出一个“可以吸引更多爱好者的令人畏惧的第一人称射击感受，并且满足获得枪械射击爱好者喜欢的行动方式和游戏深度。”克里斯·梅森承认游戏的某些方面，比如地图，是“延续”暴雪被删除的MMORPG游戏《泰坦》。然而，除了这些审美上的共同点外，游戏是不尽相同的。
玩家获得的诸如人物造型或胜利姿势等个性装扮不会影响游戏平衡。只会影响外觀。
为了保持暴雪“简单”的游戏风格，并且保证游戏目标要由队伍共同协作而获得而不是大量屠杀，《守望先锋》不会包含传统的死亡竞赛模式。梅森说：“我们有很长的开发多人游戏的经验，这款游戏的到来‘不会使玩家感到怀疑、残酷、恶心；而会促进玩家进行团队合作、使玩家和朋友们一起获得乐趣，而不是游戏中途跳起来被一把飞刀射死。’”但最终还是加入了这个模式。
《守望先锋》的角色試圖展現較多元的个体差异和种族差异，也希望避免性別差異（包括男人、女人和非人类如机器人、大猩猩等）；傑夫瑞·卡普蘭(Jeff Kaplan)解释这款游戏是“显然它是适合任何年龄的爱玩游戏的人的” 并且说“越来越多的人希望自己得到表达，无论是各行各业还是男人女人。我们会为这份感谢荣耀而做得更好。”梅森承认甚至连他的女儿都问他为什么《魔兽争霸》过场动画的人物都穿着泳衣。即使是这样的公开声明，Kotaku指出：“守望先锋裡的女人大多数是苗条且穿着紧身衣的。”
在2015年暴雪嘉年华上，暴雪公布《守望先锋》為買斷制，並且會開發PS4與Xbox One版本，2016年春季發行。
2016年5月5日，守望先锋开始公测（中国大陆地区则为压力测试），在此期间所有玩家无论是否预购均可进入游戏，（而在此次测试之前已预购的玩家则可在5月3日提前进入压力测试）。虽然原定于5月9日结束，但暴雪为了答谢玩家提交建议，再加上此次测试太过火爆，暴雪宣布将此次压力测试的时间延长至5月10日。虽然暴雪官方宣称在此次测试期间不会锁定或限制任何内容，但竞技模式在此期间被暂时关闭，且在该压力测试结束后，所有玩家无论是否预购游戏，在压力测试期间（包括提前进入测试时）的所有进度均会被删除。此次测试共吸引共来自190个国家和地区的970万PC、Xbox One和PlayStation 4玩家参与。截止至5月11日，所有参与此次测试的玩家总共进行了37,623,607局游戏，累计游戏时间超过了49亿分钟。这也是暴雪史上最大的一次测试。
2019年9月5日，暴雪宣布游戏将登陆任天堂Switch平台，并于2019年10月15日正式发售。Switch版本加入了体感辅助瞄准等独有功能。
2019年1月，《守望先锋》在美服的售價永久下调50%以吸引更多玩家加入，在中国大陆的售价也下调。

### 终止运营与续作
在2019年11月1日举办的暴雪嘉年华开幕式上，暴雪正式公布了系列续作《Overwatch 2》。游戏计划登陆Windows、PlayStation 4、Xbox One以及任天堂Switch平台，并会支持将初代内容继承到续作中。
2022年10月3日，守望先锋服务器被关闭。10月4日，鬥陣特攻2正式开始运营。

### 季节性活动
季节性活动期间，玩家可以通过付费购买和提升玩家等级等方式获得活动补给箱，每个活动补给箱内含至少一个活动收集品。同时，季节性活动期间会开放特别的游戏模式，如“夏季运动会”的PVP“动感斗球”、“行动档案”的PVE“威尼斯行动”等。

#### 夏季运动会
- 动感斗球
- 动感斗球REMIX

#### 万圣夜惊魂
- 怪鼠复仇
- 怪鼠复仇（无尽模式）

#### 雪国仙境
- 雪球攻势
- 雪域猎手
- 雪球死斗
- 融冰决斗

#### 歡度新春
- （2017年）
- （2018年）
- （2019年）
- （2020年）
- 勤牛耕春  （2021年）
- 虎運昌隆  （2022年）

#### 行动档案
- 国王行动（2017年）
- 威尼斯行动（2018年）
- 哈瓦那行动（2019年）

#### 周年庆典
- 乱斗回归

## 赛事
据卡普兰所述，《守望先锋》并未特意针对电子竞技开发。虽然《星际争霸II》在电竞方面取得了成功，但他们发现“在游戏寿命早期过早过度地投入电竞是非常危险的”。于是他们观察游戏社区的发展情况，如《炉石传说》。卡普兰说，他们规划了支持竞技社区的游戏特性。ESPN的丹·辛伯斯基（Dan Szymborski）表示《守望先锋》已成为下一个大型电子竞技项目，与早先的《反恐精英：全球攻势》以及《使命召唤》等项目不同，游戏拥有完全不同的外观和风格，足够多的地图与人物，以及暴雪长期的后台支持。Gamasutra的布莱恩特·弗朗西斯（Bryant Francis）也注意到《守望先锋》每局快速短暂的游戏时间使游戏对观众非常有利，进一步支撑其成为电子竞技项目。
2016年6月，电子竞技公司ESL宣布将于8月份主办第一届《守望先锋》国际比赛，称为Overwatch Atlantic Showdown。从6月份开始进行区域资格赛，其次是四场开放资格赛，最终为线上资格赛。8支队伍于8月20日至21日在Gamescom 2016期间角逐六位数的奖金。特纳广播公司的ELEAGUE宣布首个Overwatch Open锦标赛，比赛从2016年7月开始，总奖金池30万美元，于2016年9月在特纳有线频道TBS上播出决赛。11月，暴雪主办了自己的“守望先锋世界杯”，用户投票选出团队代表其国家或地区参赛，决赛于暴雪嘉年华期间举行。
2017年底，暴雪发布了2018年《守望先锋》职业之路，规定了由《守望先锋公开争霸赛》到《守望先锋挑战者系列赛》再到《守望先锋联赛》的三级晋升道路。

### 守望先锋世界杯
自2016年至今，暴雪娱乐每年都会举办名为“守望先锋世界杯”（英語：Overwatch World Cup）的国际比赛。比赛由世界各地区的队伍相互对战，争取国际级的荣誉。赛事先由世界各地社群投票，选出代表该国家或地区出赛的选手队伍。它们再参与一连串的比赛，最终角逐出16支队伍，前往当年的暴雪嘉年华完成余下比赛，决出当年的冠军。
| 年份 | 冠军 | 亚军   | 季军   | 殿军 |
| ---- | ---- | ------ | ------ | ---- |
| 2016 |      | 俄羅斯 | 瑞典   | 芬兰 |
| 2017 |      | 加拿大 | 瑞典   | 法國 |
| 2018 |      | 中国   | 加拿大 | 英国 |
| 2019 | 美国 | 中国   |        | 法國 |
| 2020 | 取消 | 取消   | 取消   | 取消 |
| 2021 | 取消 | 取消   | 取消   | 取消 |
| 2022 | 取消 | 取消   | 取消   | 取消 |
| 2023 | 沙特 | 中国   | 芬兰   | 韩国 |

### 守望先锋
2016年暴雪嘉年华期间，暴雪公布了名为“守望先锋联赛”（英語：Overwatch League）的计划，联赛使用永久团队制，类似于传统体育运动，而不是使用如NA LCS当时使用的降级和晋升制。暴雪将帮助组织潜在的团队所有者，并让更多的地方团队参与，他们希望通过支持当地团队的新活动，引起观众和潜在赞助商对电子竞技的兴趣。暴雪预计，在一个赛季结束时，守望先锋联赛会为获胜队伍带来七位数的回报，但计划向联赛的所有选手支付工资。联赛第一个较短的赛季预计于2017年第三季度开始，完整的赛季预计于2018年开启，联赛从当年第四季度开始进行为期半年的季节性休赛。公布后，暴雪嘉年华为潜在团队所有者举办了会议，与会者包括新英格兰爱国者所有者罗伯特·克拉夫特（Robert Kraft）以及洛杉磯公羊所有者斯坦·克伦克（Stan Kroenke）等。
截止到2020年1月，共有20支战队参与联赛。
《守望先锋》（英語：Overwatch Contenders）于2017年在北美和欧洲举办了第零赛季和第一赛季的比赛。自2018年起，该赛事成为《守望先锋》职业之路的一部分，并随之扩展到七个赛区（北美洲赛区、南美洲赛区、欧洲赛区、中国赛区、韩国赛区、澳洲赛区和太平洋赛区）。其中中国赛区前身为《守望先锋》职业系列赛（OWPS），太平洋赛区前身为《守望先锋》太平洋锦标赛（OPC），韩国赛区前身为《守望先锋》APEX联赛。
《守望先锋》（英語：Overwatch Open Division）是暴雪娱乐为《守望先锋》游戏爱好者们设计的一项官方赛事，旨在让所有参与本赛事的玩家都能够通过公平竞争或者协力合作的方式得以进步，从而为更高级的《守望先锋》电竞赛事储备新生力量并建立比赛基础，是《守望先锋》“职业之路”中至关重要的一环。

## 评价
| 汇总媒体   | 得分                                           |
| ---------- | ---------------------------------------------- |
| Metacritic | NS: 73/100 PC: 91/100 PS4: 90/100 XONE: 91/100 |

| 媒体                  | 得分   |
| --------------------- | ------ |
| Destructoid           | 10/10  |
| 电子游戏月刊          | 9/10   |
| Game Informer         | 10/10  |
| Game Revolution       | [ 41 ] |
| GamesRadar+           | [ 42 ] |
| GameSpot              | 9/10   |
| IGN                   | 10/10  |
| PC Gamer美国          | 88/100 |
| Polygon               | 8/10   |
| VideoGamer.com        | 9/10   |
| PlayStation LifeStyle | 10/10  |
| 《The Escapist》      | [ 49 ] |
| 《卫报》              | [ 50 ] |

在《守望先锋》发布之前，它经历了一段不同寻常的预发布关注期；《Game Revolution》指出：“《守望先锋》的声誉迅速传播到了网络世界，吸引了那些通常不会每次新的第一人称射击游戏发布时都掏出40到60美元的人。”这款游戏的公开测试吸引了970万玩家，受到了媒体的广泛关注。
《守望先锋》发布后获得了“普遍好评”，这是根据评论聚合网站Metacritic的评分所得出的结论。IGN的文斯·英格尼托（Vince Ingenito）赞扬了游戏的角色和地图，写道：“《守望先锋》几乎利用了每一个可能的机会，让其角色和场景看起来像是人物和地点，而不是木偶和布景。” 英格尼托补充说这款游戏拥有一个“强大的在线体验，让你快速而可靠地进入游戏”。
《The Verge》的安德鲁·韦伯斯特（Andrew Webster）称赞《守望先锋》以及之前的作品《泰坦陨落》为“友好的在线射击游戏”，适合新手和休闲玩家，他们可能不想精通游戏，但仍然可以与他人公平竞争，对于熟练玩家，他们可以利用各种英雄来适应游戏的动态战术。韦伯斯特接着提到《守望先锋》的氛围是游戏易上手的原因，写道：“让《守望先锋》世界吸引人的第一件事就是，它的世界。这不是你可能习惯的阴郁、灰暗的射击游戏。相反，它是色彩鲜艳的，拥有一个充满异国风情和多样性的角色阵容。”
《Kill Screen》的凯蒂·麦卡锡（Caty McCarthy）表达了类似的想法，写道：“玩《守望先锋》时，玩家会被其散发的积极性所吸引。这是一个充满活力的世界，充满了鲜艳的色彩和充满活力、玩得开心的竞争，就像任天堂的创意儿童友好射击游戏《喷射战士》一样。”《VentureBeat》的迈克·米诺蒂（Mike Minotti）赞扬了团队合作的玩法、游戏的多样化角色阵容和丰富多彩的场景，以及通过等级进步获得的可解锁化妆品和流畅的服务器连接。米诺蒂提到了与《魔兽争霸2》的相似之处，确认《守望先锋》“有着独特的职业、基于团队和目标的战斗，以及明亮、卡通般的艺术风格”，并且“《守望先锋》显然从Valve的在线射击系列中汲取了很多灵感”，但他认为“《守望先锋》更好。”
《The News & Observer》的丹尼尔·塔克（Daniel Tack）积极评价了这款游戏，表达了“无论发生什么——赢或输——你都会玩得开心”，并补充说“游戏的优势在于其简单性和精致度。” 塔克接着称赞了游戏的角色，写道“难忘的角色是《守望先锋》的生命源泉和推动力量。”
《Denver Post》的休·约翰逊（Hugh Johnson）赞扬了这款游戏强调角色而不是专注于传统的第一人称射击游戏的套路，比如武器配置和逐级升级。约翰逊接着坚称这些角色是平衡的，写道：“像这样基于职业的射击游戏的一个重要问题是角色是否平衡，”表达“一些角色自然更好，但没有一个角色是如此强大，以至于他们的存在就意味着对手的失败。”
2016年6月，《Vulture》的约书亚·里韦拉（Joshua Rivera）将《守望先锋》列为“2016年最佳视频游戏之一（到目前为止）”，写道：“很难把《守望先锋》游戏与《守望先锋》现象分开——而且为什么要分开，两者都是令人着迷的。”
在线杂志Inverse在整体上积极评价了游戏，但指出了麦克雷的平衡性、只由一个角色组成的团队、匹配问题以及“比赛最佳时刻”作为应该由游戏开发团队修复的问题。《Digital Trends》的加布·古温（Gabe Gurwin）针对暴雪决定将故事内容排除在游戏之外这一决定提出了批评，这让玩家们“拥有了一个很棒的游戏、一个很棒的故事，却没有办法将两者协调起来。”
在游戏的竞技模式发布后不久，《Kotaku》的内森·格雷森（Nathan Grayson）表示“《守望先锋》的竞技模式并不是那么糟糕，考虑到它有多新颖和未完善”，但认为“高风险竞争和毒性往往是相辅相成的，而《守望先锋》的竞技模式已经有了一个难看的毒性污点。” 格雷森在文章结尾写道“《守望先锋》大多数时候是一款让人感觉良好的团队游戏。引入对个人技能重要性模糊不清的高风险竞争，将游戏带入了混乱、常常是负面的领域。如果暴雪想让这个东西起作用，他们必须找到一个符合《守望先锋》精神的竞技框架，而不仅仅是竞争的精神。” 卡普兰（Jeff Kaplan）承认随着竞技模式的引入，《守望先锋》社区整体变得更加毒性，他们正在不断地在幕后调整元素，以更负责任地处理激进玩家，同时试图促进更愉快的比赛。

### 奖项
| 年份   | 奖项                                 | 分类                     | 结果 | 来源          |
| ------ | ------------------------------------ | ------------------------ | ---- | ------------- |
| 2016年 | 2016年金摇杆奖                       | 最佳原创游戏             | 獲獎 | [ 51 ] [ 52 ] |
| 2016年 | 2016年金摇杆奖                       | 最佳视觉设计             | 提名 | [ 51 ] [ 52 ] |
| 2016年 | 2016年金摇杆奖                       | 最佳音频                 | 提名 | [ 51 ] [ 52 ] |
| 2016年 | 2016年金摇杆奖                       | 最佳多人游戏             | 獲獎 | [ 51 ] [ 52 ] |
| 2016年 | 2016年金摇杆奖                       | 最佳游戏时刻（全场最佳） | 獲獎 | [ 51 ] [ 52 ] |
| 2016年 | 2016年金摇杆奖                       | 年度游戏                 | 提名 | [ 51 ] [ 52 ] |
| 2016年 | 2016年金摇杆奖                       | 年度PC游戏               | 獲獎 | [ 51 ] [ 52 ] |
| 2016年 | 2016年金摇杆奖                       | 年度竞技游戏             | 獲獎 | [ 51 ] [ 52 ] |
| 2016年 | 2016年游戏大奖                       | 年度游戏                 | 獲獎 | [ 53 ] [ 54 ] |
| 2016年 | 2016年游戏大奖                       | 最佳游戏开发             | 獲獎 | [ 53 ] [ 54 ] |
| 2016年 | 2016年游戏大奖                       | 最佳艺术指导             | 提名 | [ 53 ] [ 54 ] |
| 2016年 | 2016年游戏大奖                       | 最佳动作游戏             | 提名 | [ 53 ] [ 54 ] |
| 2016年 | 2016年游戏大奖                       | 最佳多人游戏             | 獲獎 | [ 53 ] [ 54 ] |
| 2016年 | 2016年游戏大奖                       | 年度最佳电子竞技游戏     | 獲獎 | [ 53 ] [ 54 ] |
| 2016年 | Gamespot 2016年度最佳                | 2016年最佳PC游戏         | 前5  | [ 55 ]        |
| 2016年 | Gamespot 2016年度最佳                | 2016年最佳Xbox One游戏   | 前5  | [ 56 ]        |
| 2016年 | Gamespot 2016年度最佳                | 2016年最佳PS4游戏        | 前5  | [ 57 ]        |
| 2016年 | Gamespot 2016年度最佳                | 年度游戏                 | 獲獎 | [ 58 ]        |
| 2016年 | Giant Bomb 2016年年度游戏奖          | 最佳首发                 | 獲獎 | [ 59 ]        |
| 2016年 | Giant Bomb 2016年年度游戏奖          | 最佳多人游戏             | 獲獎 | [ 60 ]        |
| 2016年 | Giant Bomb 2016年年度游戏奖          | 最佳游戏                 | 第三 | [ 61 ]        |
| 2016年 | Eurogamer年度游戏                    | 年度游戏                 | 獲獎 | [ 62 ]        |
| 2016年 | Polygon 2016年度游戏                 | 年度游戏                 | 第三 | [ 63 ]        |
| 2016年 | PCGamer 2016年度游戏奖               | 最佳多人游戏             | 獲獎 | [ 64 ]        |
| 2016年 | Game Informer 2016年度最佳           | 最佳竞技多人游戏         | 獲獎 | [ 65 ]        |
| 2016年 | Game Informer 2016年度最佳           | 最佳射击游戏             | 獲獎 | [ 65 ]        |
| 2016年 | Game Informer 2016年度最佳           | 年度游戏                 | 獲獎 | [ 65 ]        |
| 2016年 | 2016年好莱坞音乐传媒奖               | 最佳原创配乐 - 电子游戏  | 獲獎 | [ 66 ]        |
| 2016年 | IGN 2016年度最佳                     | 最佳射击游戏             | 獲獎 | [ 67 ]        |
| 2016年 | IGN 2016年度最佳                     | 最佳电子竞技游戏         | 獲獎 | [ 67 ]        |
| 2016年 | IGN 2016年度最佳                     | 最佳多人游戏             | 獲獎 | [ 67 ]        |
| 2016年 | IGN 2016年度最佳                     | 年度PC游戏               | 獲獎 | [ 67 ]        |
| 2016年 | IGN 2016年度最佳                     | 年度游戏                 | 獲獎 | [ 67 ]        |
| 2016年 | 偏锋杂志2016年25部最佳电子游戏       | 年度游戏                 | 第三 | [ 68 ]        |
| 2016年 | Game Revolution 2016年终奖           | 最佳游戏                 | 獲獎 | [ 69 ]        |
| 2016年 | EGM's 2016年度最佳                   | 年度游戏                 | 獲獎 | [ 70 ]        |
| 2016年 | GamesTM 年度游戏奖                   | 年度游戏                 | 獲獎 | [ 71 ]        |
| 2016年 | 2016年Escapist奖                     | 最佳射击、多人游戏       | 獲獎 | [ 72 ]        |
| 2016年 | 2016年Escapist奖                     | 年度游戏                 | 獲獎 | [ 73 ]        |
| 2016年 | 2016年D.I.C.E.奖                     | 年度游戏                 | 獲獎 | [ 74 ]        |
| 2016年 | 2016年D.I.C.E.奖                     | 年度动作游戏             | 獲獎 | [ 74 ]        |
| 2016年 | 2016年D.I.C.E.奖                     | 动画杰出成就             | 提名 | [ 74 ]        |
| 2016年 | 2016年D.I.C.E.奖                     | 技术杰出成就             | 提名 | [ 74 ]        |
| 2016年 | 2016年D.I.C.E.奖                     | 在线游戏杰出成就         | 獲獎 | [ 74 ]        |
| 2016年 | 2016年D.I.C.E.奖                     | 游戏设计杰出成就         | 獲獎 | [ 74 ]        |
| 2016年 | 2016年游戏开发者选择奖               | 年度游戏                 | 獲獎 | [ 75 ] [ 76 ] |
| 2016年 | 2016年游戏开发者选择奖               | 最佳音频                 | 提名 | [ 75 ] [ 76 ] |
| 2016年 | 2016年游戏开发者选择奖               | 最佳设计                 | 獲獎 | [ 75 ] [ 76 ] |
| 2016年 | 2016年游戏开发者选择奖               | 最佳技术                 | 提名 | [ 75 ] [ 76 ] |
| 2016年 | 2016年游戏开发者选择奖               | 最佳视觉艺术             | 提名 | [ 75 ] [ 76 ] |
| 2016年 | 2017年SXSW游戏奖                     | 年度电子游戏             | 提名 | [ 77 ] [ 78 ] |
| 2016年 | 2017年SXSW游戏奖                     | 年度电子竞技游戏         | 獲獎 | [ 77 ] [ 78 ] |
| 2016年 | 2017年SXSW游戏奖                     | 年度热门游戏             | 獲獎 | [ 77 ] [ 78 ] |
| 2016年 | 2017年SXSW游戏奖                     | 卓越设计                 | 提名 | [ 77 ] [ 78 ] |
| 2016年 | 2017年SXSW游戏奖                     | 最有前途的新知识产权     | 獲獎 | [ 77 ] [ 78 ] |
| 2016年 | 2017年SXSW游戏奖                     | 最令人难忘角色 猎空      | 提名 | [ 77 ] [ 78 ] |
| 2016年 | 2017年SXSW游戏奖                     | 卓越多人游戏             | 獲獎 | [ 77 ] [ 78 ] |
| 2016年 | 2017年SXSW游戏奖                     | 卓越艺术                 | 提名 | [ 77 ] [ 78 ] |
| 2016年 | 2017年SXSW游戏奖                     | 卓越动画                 | 提名 | [ 77 ] [ 78 ] |
| 2016年 | 第13届英国学院游戏奖                 | 最佳游戏                 | 提名 | [ 79 ] [ 80 ] |
| 2016年 | 第13届英国学院游戏奖                 | 游戏设计                 | 提名 | [ 79 ] [ 80 ] |
| 2016年 | 第13届英国学院游戏奖                 | 多人游戏                 | 獲獎 | [ 79 ] [ 80 ] |
| 2016年 | 第13届英国学院游戏奖                 | 原创产权                 | 提名 | [ 79 ] [ 80 ] |
| 2016年 | 第13届英国学院游戏奖                 | AMD电子竞技观众奖        | 提名 | [ 79 ] [ 80 ] |
| 2017年 | 全国电子游戏行业评审学院（NAVGTR）奖 | 年度游戏                 | 獲獎 | [ 81 ]        |
| 2017年 | 全国电子游戏行业评审学院（NAVGTR）奖 | 原创动作游戏             | 獲獎 | [ 81 ]        |
| 2017年 | 全国电子游戏行业评审学院（NAVGTR）奖 | 原创轻混配乐，新IP       | 提名 | [ 81 ]        |
| 2017年 | 全国电子游戏行业评审学院（NAVGTR）奖 | 角色设计                 | 獲獎 | [ 81 ]        |
| 2017年 | 全国电子游戏行业评审学院（NAVGTR）奖 | 游戏设计，新IP           | 提名 | [ 81 ]        |
| 2017年 | 2017年游戏大奖                       | 最佳持续更新游戏         | 獲獎 | [ 82 ]        |
| 2017年 | 2017年游戏大奖                       | 最佳电子竞技游戏         | 獲獎 | [ 83 ]        |

## 被抄襲事件
- 中國遊戲公司4399因為涉嫌製作一款和鬥陣特攻相同的遊戲，命名為絕地槍戰並發布於安卓及蘋果平台上，遭到暴雪公司侵權告訴並下架[84]。

## 相关事件与争议
1. 2016年3月3日。遊戲中的一位女性角色－猎空在戰鬥後的勝利姿勢引起了爭議。有一位玩家認為猎空的姿勢太過煽情。暴雪也決定改掉這個姿勢。這個動作引起了許多玩家的反彈。玩家們認為暴雪沒有對其他玩家的訴求做出回應，卻針對一位激動的玩家的想法對遊戲進行調整。暴雪的回應則是他們早就計劃要改掉這個姿勢，而不是因為這個事件才著手調整[85]。
2. 2016年7月，印度教领导人 Rajan Zed 在其推特发表声明称，希望暴雪和动视可以移除《守望先锋》中秩序之光的“提毗”皮肤，因为他们认为该皮肤“使印度教的女神受到了轻视”。[86]
3. 2021年4月12日晚，GenG电竞俱乐部旗下的首尔王朝选手Saebyeolbe在斗鱼和Twitch同时直播。在斗鱼平台下播后，部分粉丝发现Twitch直播并没结束，便前往Twitch继续观看直播，却发现Saebyeolbe在直播中发表辱华言论。随后该选手于13日和14日迫于压力，注册微博发表道歉，但守望先锋联赛和该选手所在俱乐部未对其行为做出处置。部分网民认为守望先锋联赛官方应按照守望先锋联赛规则中6.3.(b)款（i）项第二句之规定：“或令公众群体感到震惊或受到冒犯，需对其处罚并公示。”对其作出处罚。[87]而在此之后，官方持续冷处理。
4. 2016年5月23日，广东工业大学学生吴宏宇在校区内因见义勇为阻止偷盗摩托车而在盗贼逃离时被其驾车撞倒，送医后因颅内出血医治无效去世。[88]作为吴宏宇生前期待的游戏，有其他玩家在暴雪相关的官方论坛中提及该事件，建议添加一个符合形象主题的游戏角色，之后在2016年6月底放出的补丁中，在地图“漓江塔”内加入了为吴宏宇制作的特别版宇航员模型，其胸前有“宏宇”二字，在该模型下方还有一圈白花，而其身后幕布上还有“英雄不朽”的字样。[89]网易暴雪合作部运营总监魏恺也承认在获得该建议并考证该事件后，认为与游戏中英雄守望世界的主题理念契合，所以向公司总部转达了该建议。[90]但在地图“春节漓江塔”中并没有为吴宏宇制作的特别版宇航员模型，而是相同的印有美国国旗的宇航员。